# جيف وارد (لاعب هوكي جليد)
جيف وارد هو لاعب هوكي جليد كندي، ولد في 8 أبريل 1962 في واترلو في كندا.

## وصلات خارجية
- جيف وارد على موقع HockeyDB.com (الإنجليزية)